# Mădălina Pașol
Mădălina Pașol (n. 3 martie 1976, București, România) este o pianistă română. 
Pianista provine dintr-o familie de muzicieni, membri ai unor orchestre românești de renume timp de trei generații. Tatăl său a fost șef partidă violoncel al Orchestrei Radio din România, iar bunicul său a activat timp de 40 de ani ca solist al aceleiași orchestre. 
A studiat pianul de la o vârstă fragedă, sub îndrumarea bunicului său. La 9 ani, a debutat la Ateneul Român alături de Orchestra de Cameră Sinfonietta, interpretând concertul pentru pian în Fa minor de Johann Sebastian Bach. A absolvit Liceul de Muzică "George Enescu" din București, iar în 1994 și-a continuat studiile la Universitatea de Arte din Berlin, Germania, sub îndrumarea profesorilor Georg Sava și Pascal Devoyon.

## Activitatea artistică
Mădălina Pașol a fost distinsă cu mai multe premii, burse și distincții naționale și internaționale, printre care Bursa NaFög a Senatului Cultural German, Bursa Fundației Paul Hindemith, Bursa Universității de Arte din Berlin și Bursa pentru studiile doctorale ale Universității Naționale de Muzică din București. A fost finalistă a Concursului Internațional de Pian Busoni (Italia), a Concursului Internațional ARD de la München și a obținut locul al treilea la Concursul Artur Schnabel. În 2003, a fost laureată a Concursului Regina Elisabeta de la Bruxelles, iar în 2004 a participat la Concursul Internațional de Pian din Sendai, Japonia. 

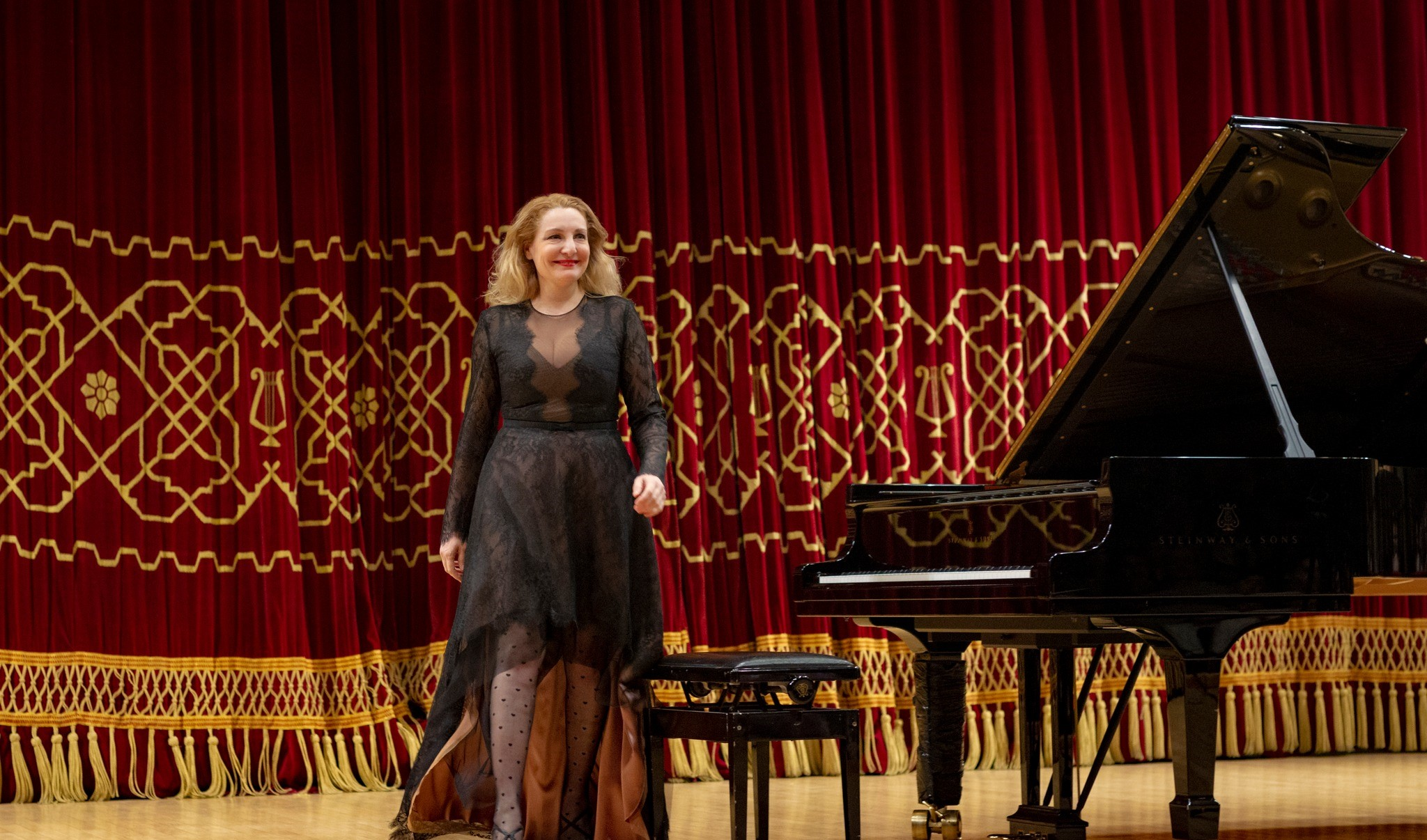
Mădălina Pașol în concert la Ateneul Român, martie 2024.

A susținut concerte ca solistă și în formații camerale în colaborare cu artiști de renume mondial, printre care clarinetistul Giora Feidmann în cadrul Filarmonicii din Berlin și dirijorul Jakov Kreizberg alături de Orchestra Operei Comice din Berlin. 
În România, a colaborat cu Filarmonica din Arad, Filarmonica de Stat Sibiu, Filarmonica Banatul din Timișoara, Filarmonica Oltenia din Craiova, Filarmonica din Târgu Mureș, precum și cu Orchestra de Cameră a Radiodifuziunii Române, sub bagheta unor dirijori precum Cristian Brâncuși, Ludovic Bacs, Paul Popescu, Iosif Conta, Robert Houlihan și Jin Wang.
A realizat înregistrări pentru Radio și Televiziunea Română, Deutschland Radio, Japan Television Productions, TVR Cultural, RBB Kulturradio Germania, Radio România Actualități și Radio România Cultural.

## Implicare în educație și promovarea tinerelor talente
Mădălina Pașol este președinta concursului "Valori Pianistice", un eveniment dedicat promovării tinerilor pianiști. De asemenea, conduce Institutul de Arte, o instituție dedicată susținerii artiștilor români și promovării valorilor culturale naționale. Printre inițiativele sale se numără proiectul "Pianina – Play me – Cântă!", realizat în colaborare cu Metrorex București, și concertele educative din cadrul Bucharest Music Film Festival.
A susținut numeroase recitaluri și concerte în parteneriat cu instituții culturale precum Filarmonica "George Enescu", Festivalul PianoMarathon, Muzeul "George Enescu", Lotte Lehmann Akademie Perleberg și Institutul Cultural Român din Berlin. 
În 2017, a concertat alături de Orchestra Națională Radio la Festivalul Internațional "George Enescu", interpretând un concert de Mozart sub bagheta dirijorului Tiberiu Oprea. În același an, a susținut un concert-omagiu dedicat centenarului nașterii lui Dinu Lipatti la Institutul Cultural Român din Istanbul.
În 2024, Mădălina Pașol a lansat albumul Algo-Ritm, editat de Casa Radio. Albumul explorează conexiunea dintre structurile ritmice și expresivitatea pianistică, reunind lucrări reprezentative din repertoriul clasic și contemporan, dar și piese înregistrate în premieră în România. Lansarea a fost marcată de un recital special susținut de pianistă la Ateneul Român.

## Discografie
- Vers la vie nouvelle (2025)
- Algo-Ritm (2024), Editura Casa Radio
- Liszt & Schumann (2018) [23]
- Live* is beautiful (2012) [24]